# Seventh Heaven (álbum de Kalafina)
Seventh Heaven é o primeiro álbum de estúdio da banda japonesa Kalafina, lançado em 4 de março de 2009 pela SME Records.

## Recepção
Alcançou a oitava posição nas paradas da Oricon Albums Chart.

## Faixas
| N.º            | Título                                              | Duração |  |
| 1.             | "Overture"                                          | 1:34    |  |
| 2.             | "Oblivous"                                          | 4:22    |  |
| 3.             | "Love Come Down"                                    | 4:44    |  |
| 4.             | "Natsu no Ringo" (夏の林檎)                         | 4:02    |  |
| 5.             | "Fairytale"                                         | 5:13    |  |
| 6.             | "Aria"                                              | 5:23    |  |
| 7.             | "Mata Kaze ga Tsuyoku Natta" (また風が強くなった)   | 4:56    |  |
| 8.             | "Kizuato" (傷跡)                                    | 4:39    |  |
| 9.             | "Serenato"                                          | 4:53    |  |
| 10.            | "Ongaku" (音楽)                                     | 5:38    |  |
| 11.            | "Ashita no Keshiki" (明日の景色)                    | 5:25    |  |
| 12.            | "Sprinter"                                          | 5:04    |  |
| 13.            | "Kimi ga Hikari ni Kaete Yuku" (君が光に変えて行く) | 4:42    |  |
| 14.            | "Seventh Heaven"                                    | 6:12    |  |
| Duração total: | Duração total:                                      | 67:00   |  |